# Sunny Corner
Sunny Corner est un village du comté de Northumberland, à l'est de la province canadienne du Nouveau-Brunswick. Le village a le statut de DSL. Dans le cadre de la réforme de la gouvernance locale du 1er janvier 2023, le DSL a été annexé à la nouvelle communauté rurale de Miramichi River Valley.

## Toponyme
Le village fut nommé ainsi par Allan Tozer en référence aux magnifiques couchers de soleil visibles à cet endroit.

## Géographie

### Géologie
Le sous-sol de Sunny Corner est composé principalement de roches sédimentaires du groupe de Pictou datant du Pennsylvanien (entre 300 et 311 millions d'années).

### Villages et hameaux
Sunny Corner à proprement parler est situé vis-à-vis le pont de la route 425 sur la Petit rivière Miramichi Sud-Ouest. Le village s'étend au sud-est sur le chemin River, au nord-ouest sur le chemin Northwest ainsi qu'à l'est, sur la route 425. Boom Road est situé à kilomètres à l'est de Sunny Corner, à l'intersection de la route 425, du chemin Conners et du chemin River. Exmoor est situé au nord-ouest de Sunny Corner, le long du chemin Northwest.

## Histoire
Sunny Corner est situé dans le territoire historique des Micmacs, plus précisément dans le district de Sigenigteoag, qui comprend l'actuel côte Est du Nouveau-Brunswick, jusqu'à la baie de Fundy.
En 1825, le territoire est touché par les Grands feux de la Miramichi, qui dévastent entre 10 000 km2 et 20 000 km2 dans le centre et le nord-est de la province et tuent en tout plus de 280 personnes,.
L'école élémentaire North & South Esk est inaugurée en 1983. L'école secondaire régionale North & South Esk ouvre ses portes en 1992.

## Démographie
(août 2016).
D'après le recensement de Statistique Canada, il y avait 858 habitants en 2006, comparativement à 910 en 2001, soit une baisse de 5,7 %. Il y a 383 logements privés, dont 355 occupés par des résidents habituels. Le village a une superficie de 17,66 km2 et une densité de population de 48,6 habitants au kilomètre carré.
| 2011 | 2016 |
| ---- | ---- |
| 749  | 789  |

## Économie
Entreprise Miramichi, membre du Réseau Entreprise, a la responsabilité du développement économique.

## Administration

### Comité consultatif
En tant que district de services locaux, Sunny Corner est administré directement par le Ministère des Gouvernements locaux du Nouveau-Brunswick, secondé par un comité consultatif élu composé de cinq membres dont un président.

### Commission de services régionaux
Sunny Corner fait partie de la Région 5, une commission de services régionaux (CSR) devant commencer officiellement ses activités le 1er janvier 2013. Contrairement aux municipalités, les DSL sont représentés au conseil par un nombre de représentants proportionnel à leur population et leur assiette fiscale. Ces représentants sont élus par les présidents des DSL mais sont nommés par le gouvernement s'il n'y a pas assez de présidents en fonction. Les services obligatoirement offerts par les CSR sont l'aménagement régional, l'aménagement local dans le cas des DSL, la gestion des déchets solides, la planification des mesures d'urgence ainsi que la collaboration en matière de services de police, la planification et le partage des coûts des infrastructures régionales de sport, de loisirs et de culture; d'autres services pourraient s'ajouter à cette liste.

### Représentation et tendances politiques
Nouveau-Brunswick: Sunny Corner fait partie de la circonscription provinciale de Miramichi-Centre, qui est représentée à l'Assemblée législative du Nouveau-Brunswick par Robert Trevors, du Parti progressiste-conservateur. Il fut élu en 2010.
 Canada: Sunny Corner fait partie de la circonscription électorale fédérale de Miramichi, qui est représentée à la Chambre des communes du Canada par Tilly O'Neill-Gordon, du Parti conservateur. Elle fut élue lors de la 40e élection fédérale, en 2008.

## Infrastructures et services
Sunny Corner possède deux écoles publiques anglophones faisant partie du district scolaire #16. Les élèves fréquentent tout d'abord l'école élémentaire North & South Esk de la maternelle à la 6e année avant d'aller à l'école secondaire North & South Esk jusqu'en 12e année.
Sunny Corner possède une caserne de pompiers. Le village possède un poste de la Gendarmerie royale du Canada. Il dépend du district 6, dont le bureau principal est situé à Blackville. Le bureau de poste le plus proche est quant à lui à Red Bank, dans la paroisse de Southesk.
Les anglophones bénéficient du quotidien Telegraph-Journal, publié à Saint-Jean et de l'hebdomadaire Miramichi Leader, publié à Miramichi. Les francophones bénéficient quant à eux du quotidien L'Acadie nouvelle, publié à Caraquet, ainsi que de l'hebdomadaire L'Étoile, de Dieppe.

## Culture

### Personnalités
- Carla Gunn, écrivaine, née à Boom Road.